# Chagrin d'amour
Chagrin d'amour è un cortometraggio del 1901 diretto da Ferdinand Zecca.

## Trama
Un uomo è seduto a un tavolo, di fronte a lui c'è una rivoltella ed una bottiglia di whisky. L'uomo si versa un bicchiere, ma poi mette da parte il bicchiere per portare la rivoltella alla tempia. Sta per sparare, ma ci ripensa e beve il bicchiere di whisky.